# Manfred Fiebig

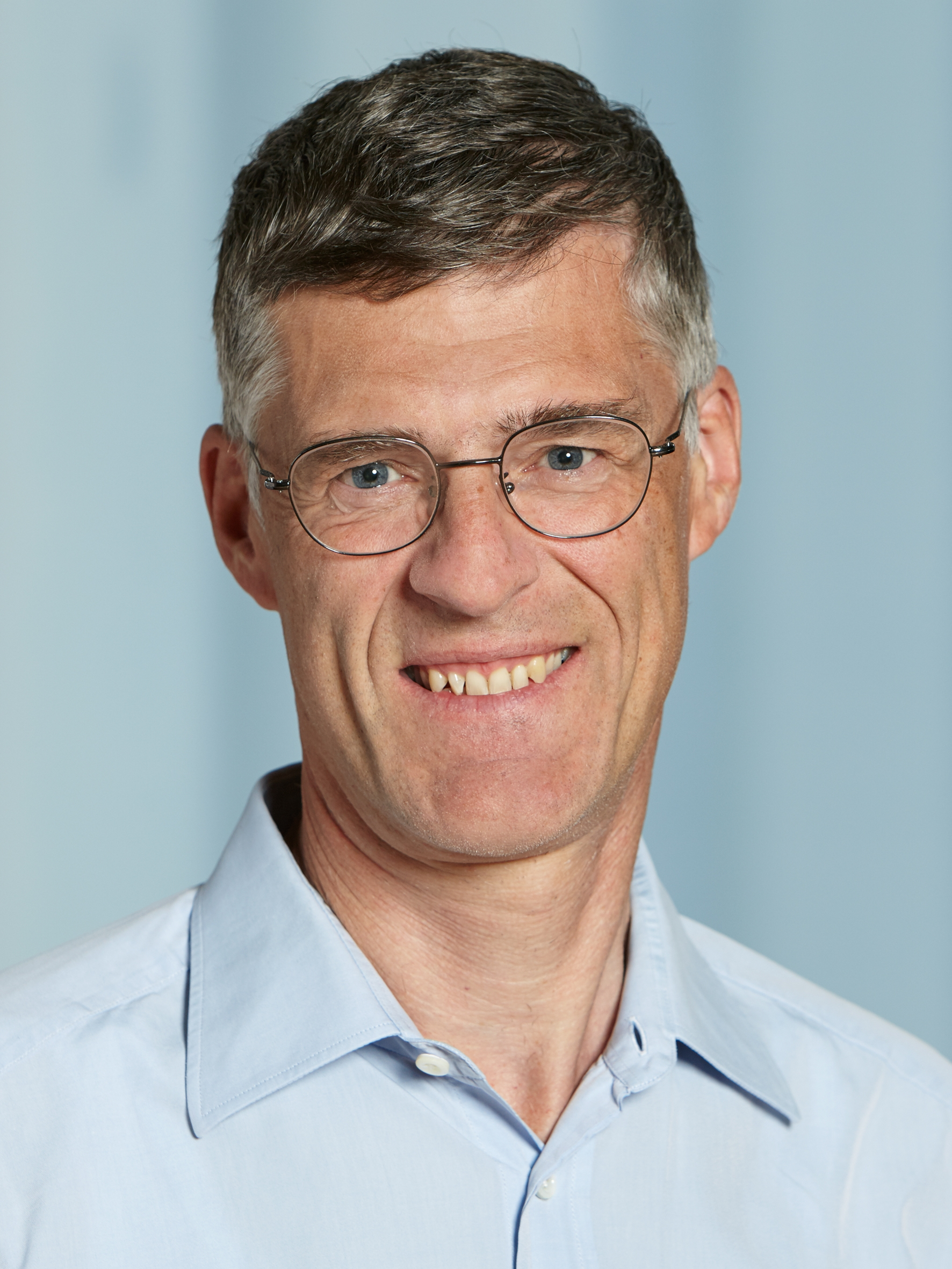
Manfred Fiebig (2019)

Manfred Fiebig (* 13. November 1965 in Iserlohn) ist ein deutscher Physiker, bekannt für die Untersuchung von Ferroika mit nichtlinearer Optik.
Fiebig studierte Physik an der Universität Dortmund mit dem Diplom 1992 und der Promotion 1996. Als Post-Doktorand war er als Fellow der Japan Science and Technology Agency (JST) bis 1999 an der Universität Tokio. Danach war er Nachwuchsgruppenleiter an der Universität Dortmund, an der er sich 2001 habilitierte, und von 2002 bis 2006 als Heisenberg-Stipendiat am Max-Born-Institut für Nichtlineare Optik und Kurzzeitspektroskopie. 2006 wurde er Professor für experimentelle Festkörperphysik an der Universität Bonn und 2011 Professor für multifunktionale ferroische Materialien an der ETH Zürich in der Abteilung Materialwissenschaften, in der er von 2014 bis 2018 auch Leiter bzw. stellvertretender Leiter war.
Er war unter anderem Gastprofessor an der  University of California, Santa Barbara (2010), und am Riken in Wako in Japan (2018).
2006 erhielt er den Walter-Schottky-Preis und 2016 einen Advanced Grant der ERC. Er ist Fellow der American Physical Society (APS) und erhielt 2022 den Frank Isakson Preis der APS für optische Effekte in Festkörpern. Für 2023 erhielt er die Stern-Gerlach-Medaille. Er erhielt die Auszeichnung für seine Anwendung nichtlinearer und zeitaufgelöster  Laserspektroskopie (Frequenzverdopplung) auf die Aufklärung ferromagnetischer Ordnung (Domänenstruktur) in Festkörpern und insbesondere multiferroischer Systeme mit gleichzeitiger elektrischer und magnetischer Ordnung. Diese Systeme, bei denen die magnetische Ordnung über elektrische Felder beeinflusst werden kann, haben große Anwendungspotentiale in der Informationstechnologie. Die lineare Induktion einer Magnetisierung durch ein elektrisches Feld (und der umgekehrte Effekt) war zwar schon seit 1960 experimentell nachgewiesen (Multiferroika, magneto-elektrische Korrelation – ME-Effekt), galt aber lange Zeit als ein zu kleiner Effekt, bis in den 2000er Jahren mit neuartigen Multiferroika (gigantischer ME-Effekt, er erzeugt nicht nur eine Magnetisierung bzw. Polarisation, sondern auch einen Phasenübergang) eine Wendung eintrat.
Fiebig leitet die Arbeitsgruppe Magnetismus der DPG und gehört zu den hochzitierten Wissenschaftlern auf seinem Gebiet.
Seit 2021 ist er im Schweizer Forschungsrat (SNSF), er ist korrespondierendes Mitglied der Mainzer Akademie der Wissenschaften.

## Schriften (Auswahl)
- mit K. Miyano, Y. Tomioka, Y. Tokura: Visualization of the local insulator-metal transition in Pr0.7Ca0.3MnO3, Science, Band 280, 1998, S. 1925–1928
- mit T. Lottermoser, D. Fröhlich, A. V. Goltsev, R. V. Pisarev: Observation of coupled magnetic and electric domains, Nature, Band 419, 2002, S. 818–820
- mit T. Lottermoser u. a.: Magnetic phase control by an electric field, Nature, Band 430, 2004, S. 541–544
- Revival of the magnetoelectric effect, Journal of Physics D, Band 38, 2005, R123
- mit N. A. Spaldin: The renaissance of magnetoelectric multiferroics, Science, Band 309, 2005, S. 391–392
- mit V. V. Pavlov, R. V. Pisarev: Second-harmonic generation as a tool for studying electronic and magnetic structures of crystals, Journal of the Optical Society of America B, Band 22, 2005, S. 96–118
- Ordnung muss sein. Magnetoelektrische Effekte in Multiferroika, Physik Journal, Band 5. 2006, Nr. 8/9, S. 65 (anlässlich des Walter Schottky Preises), pdf
- mit B. B. Van Aken, J. P. Rivera, H. Schmid: Observation of ferrotoroidic domains, Nature, Band 449, 2007, S. 702–705
- mit N. A. Spaldin, M: Mostovoy: The toroidal moment in condensed-matter physics and its relation to the magnetoelectric effect, Journal of Physics: Condensed Matter, Band 20, 2008, S. 434203
- mit T. Kamprath, R. Huber u. a.: Coherent terahertz control of antiferromagnetic spin waves, Nature Photonics, Band 5, 2011, S. 31–34
- mit D. Meier u. a.: Anisotropic conductance at improper ferroelectric domain walls, Nature Materials, Band 11, 2012, S. 284–288
- mit S. Yakunin, V Kohalenko u. a.: Low-threshold amplified spontaneous emission and lasing from colloidal nanocrystals of caesium lead halide perovskites, Nature Communications, Band 6, 2015, S. 1–9
- mit T. Lottermoser, D. Meier, M. Trassin: The evolution of multiferroics, Nature Reviews Materials, Band 1, 2016, S. 1–14
- mit P. Nemec, T. Kamprath, A. V. Kimel: Antiferromagnetic opto-spintronics, Nature Physics, Band 14, 2018, S. 229–241